# Obaga del Vinyal
L'Obaga del Vinyal és una obaga del terme municipal de Conca de Dalt, a l'antic terme d'Hortoneda de la Conca, al Pallars Jussà, en territori que havia estat de l'antic poble de Perauba.
Es troba al nord-est de la Torre de Perauba i a migdia del lloc on es troba la de Senyús. És al sud-est dels Rocs de la Torre de Senyús i al sud-oest de la Rebollera, al nord de les Maleses.